# Gimcheon
Gimcheon (hangul 김천시, hanja 金泉市) är en stad i den sydkoreanska provinsen Norra Gyeongsang. Kommunen hade 143 620 invånare i slutet av 2020.
Centralorten är indelad i sju administrativa stadsdelar (dong):
Daegok-dong,
Daesin-dong,
Jasan-dong,
Jijwa-dong,
Pyeonghwanamsan-dong,
Yanggeum-dong och
Yulgok-dong.
Kommunens ytterområden är indelad i en köping (eup) och 14 socknar (myeon):
Apo-eup,
Bongsan-myeon,
Buhang-myeon,
Daedeok-myeon,
Daehang-myeon,
Eomo-myeon,
Gaeryeong-myeon,
Gamcheon-myeon,
Gammun-myeon,
Guseong-myeon,
Jeungsan-myeon,
Jirye-myeon,
Joma-myeon,
Nam-myeon och
Nongso-myeon.